# Памятник Достоевскому (Москва, РГБ)
Па́мятник Фёдору Достое́вскому — памятник классику русской литературы Фёдору Достоевскому. Установлен в 1997 году перед зданием Российской государственной библиотеки в честь 175-й годовщины со дня рождения писателя и 850-летия Москвы. Авторами монумента являются скульптор Александр Рукавишников и архитекторы Михаил Посохин, Александр Кочековский, Сергей Шаров.

## История
В 1997 году Российская академия художеств, Российский союз художников и Московский союз художников провели конкурс проектов для определения места установки мемориала. Трое участников разработали макеты для различных локаций: у храма Христа Спасителя, перед Российской государственной библиотекой, в районе Замоскворечье. На заседании президиума Российской академии художеств выбрали работу Александра Рукавишникова возле здания библиотеки.
Другой памятник Достоевскому, выглядящий скромнее, также авторства Рукавишникова открыли в 2006 году в Дрездене. Из-за большого внешнего сходства его окрестили «младшим братом» московского монумента.

## Описание

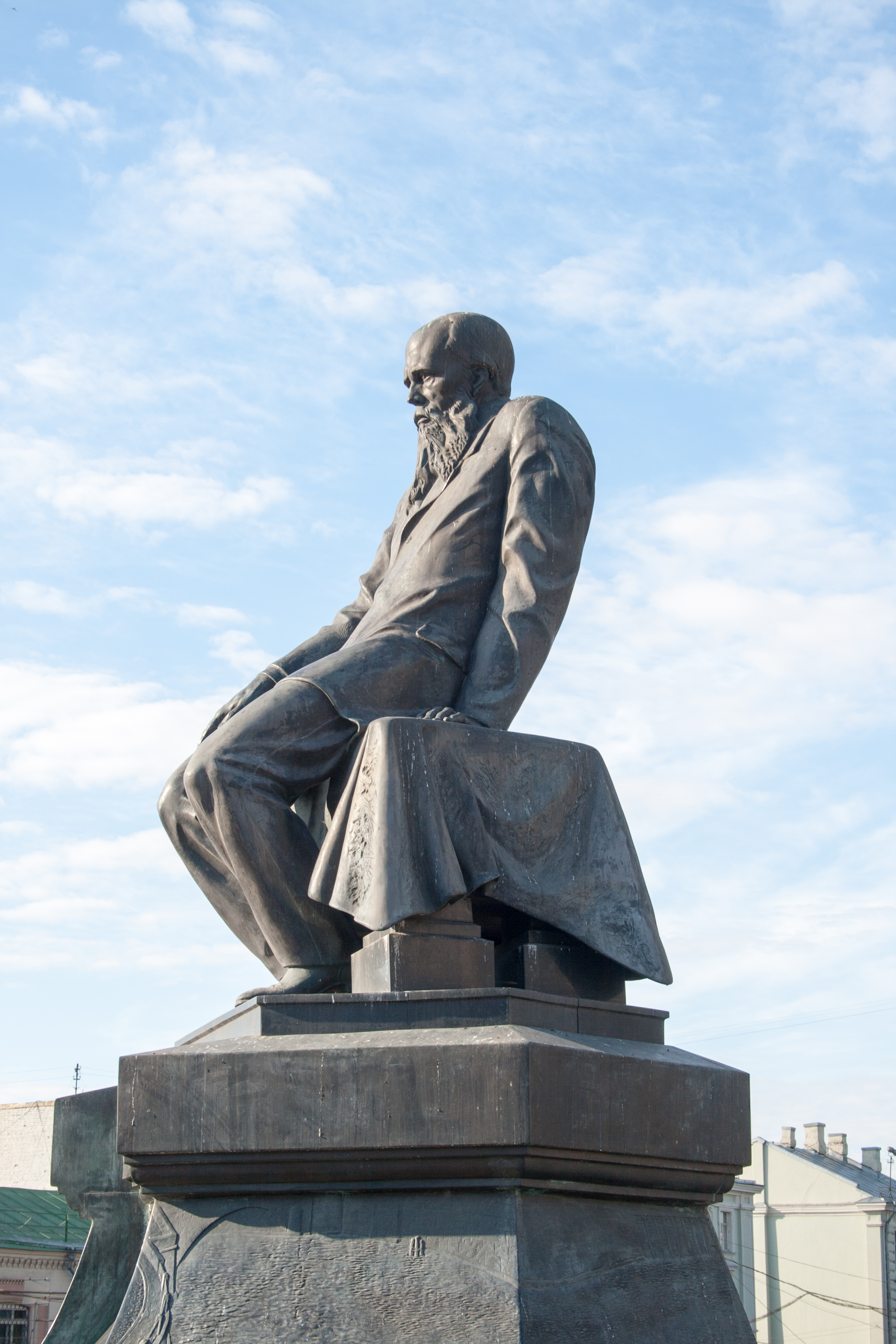
Памятник в 2009 году

Бронзовая скульптура изображает литератора, сидящего на скамье. Он о чём-то задумался, его поза неудобна, в выражении лица можно уловить ощущение безысходности и грусти. Статуя помещена на гранитный постамент нестандартной формы. На его передней части высечена надпись «Достоевский», на задней — барельеф набережной Невы в Санкт-Петербурге. Из-за необычной позы Фёдора Достоевского за монументом в народе закрепилось название «памятник русскому геморрою» или «на приёме у проктолога». Автор произведения так комментирует насмешливое прозвище своего творения:

Что ж, по-моему, хорошо. Это иллюстрирует культуру жителей. Людей, которые всех достают, называют достоевскими. Фёдор Михайлович интересен тем, что не мог найти себе места. Он попытался копнуть немножко муравейник из человеческих страстишек. Мне это хотелось выразить.
— из интервью газете «Московский комсомолец»